# Knopsprietje
Het knopsprietje (Myrmeleotettix maculatus) is een rechtvleugelig insect uit de familie veldsprinkhanen (Acrididae), onderfamilie Gomphocerinae.

## Kenmerken
De kleur is zeer variabel, van grijsbruin tot grijs of zelfs zwart komen voor, wel zijn er meestal groene delen op de kop, poten en het halsschild. De opstaande randen aan weerszijden zijn licht gekleurd en zijn zeer sterk naar binnen geknikt zodat een zandloper-achtige figuur ontstaat. De soort is langgevleugeld; de vleugels reiken tot ongeveer de achterlijfspunt. Mannetjes bereiken een lengte van 10 tot 15 millimeter, de vrouwtjes zijn 11 tot 16 mm lang. Vooral de mannetjes hebben een oranje tot rode achterlijfspunt.
Het knopsprietje dankt zijn naam aan de verdikte, club-vormige uiteinden van de antennes van het mannetje, die bij het vrouwtje ontbreken. Ook de wetenschappelijke geslachtsnaam verwijst hiernaar; Myrmeleo-tettix betekent mieren-krekel.

### Onderscheid met andere soorten
De mannetjes van het knopsprietje zijn alleen te verwarren met die van de rosse sprinkhaan vanwege de verdikte uiteinden van de antennes. De antennes van deze soort hebben echter een wit uiteinde. De vrouwtjes zijn te verwarren met het schavertje en het bruin schavertje, deze twee soorten hebben echter minder sterk geknikte kielen op het halsschild.

## Verspreiding
Het knopsprietje komt in heel Europa voor en is algemeen in Nederland, in België vooral in het noorden. De soort is voornamelijk te vinden in zanderige habitats zoals droge heidevelden en duingebieden.

## Levenswijze
Het knopsprietje is als volwassen insect te zien van juni tot september en is vooral actief tussen negen uur in de ochtend en zeven uur in de avond. Het geluid bestaat uit een snorrende ratel die langzaam aanzwelt en waarbij de ratels regelmatig worden herhaald met een frequentie van ongeveer 1,5 ratel per seconde.

## Afbeeldingen

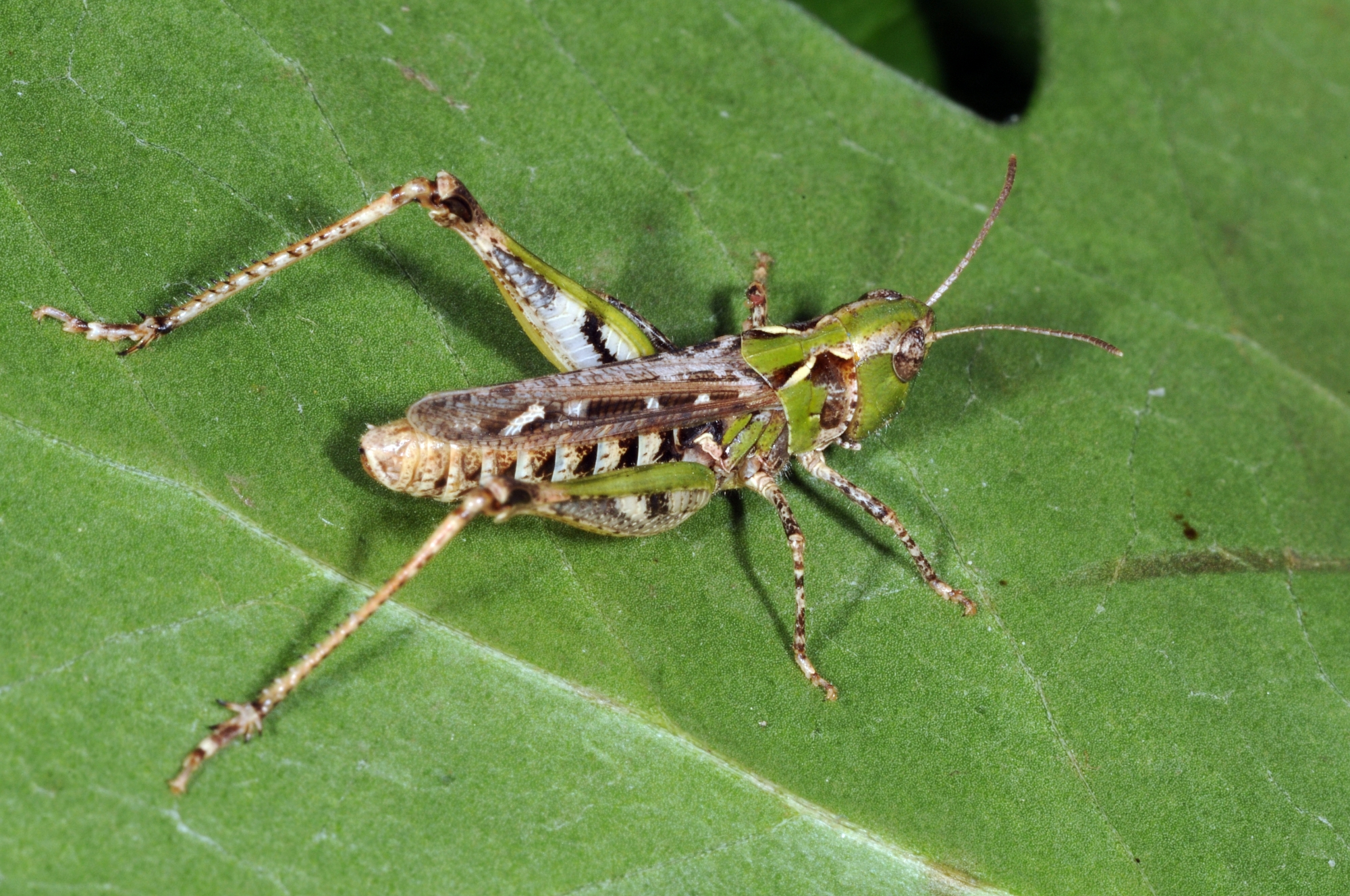
Vrouwtje
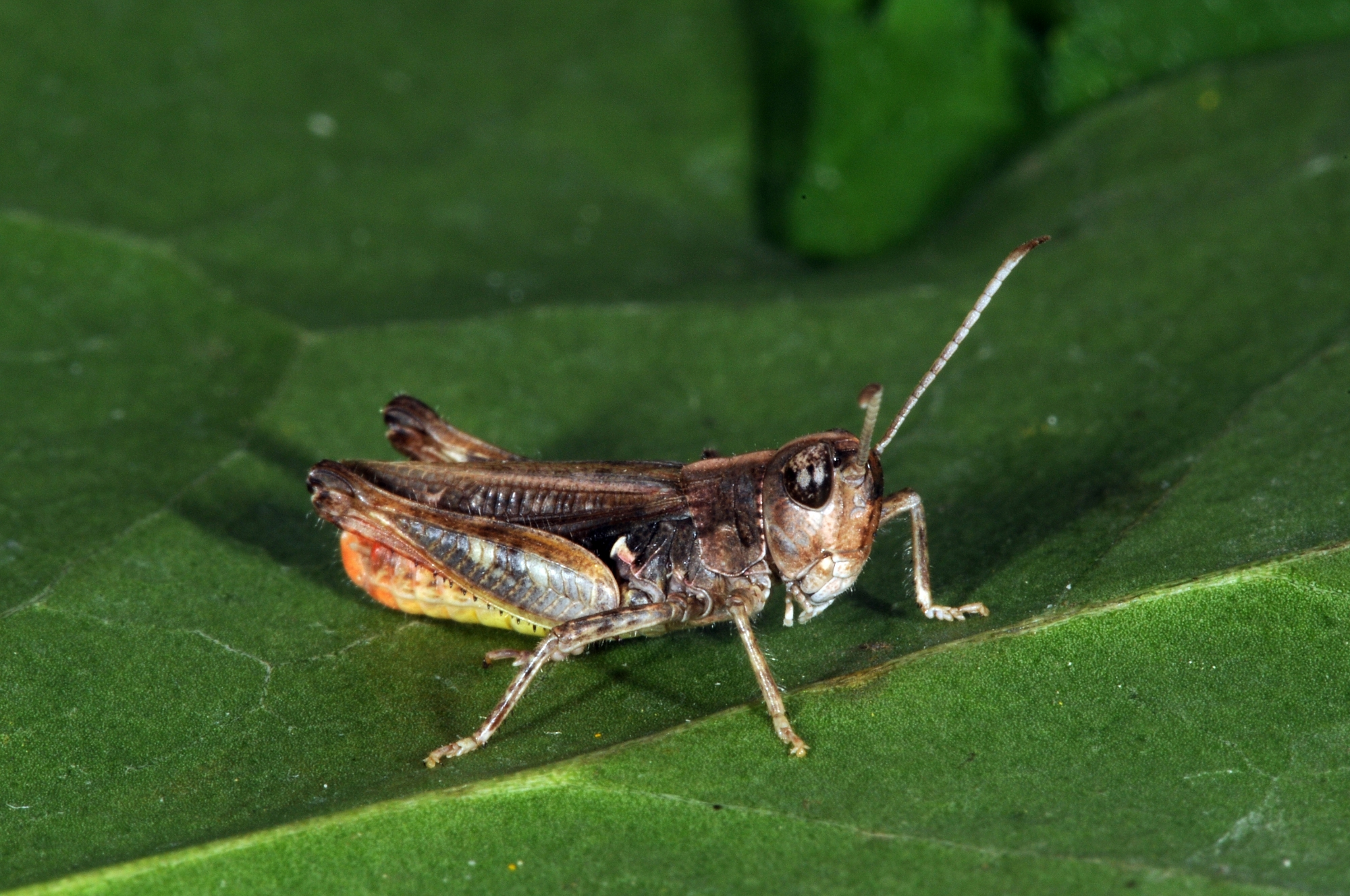
Mannetje
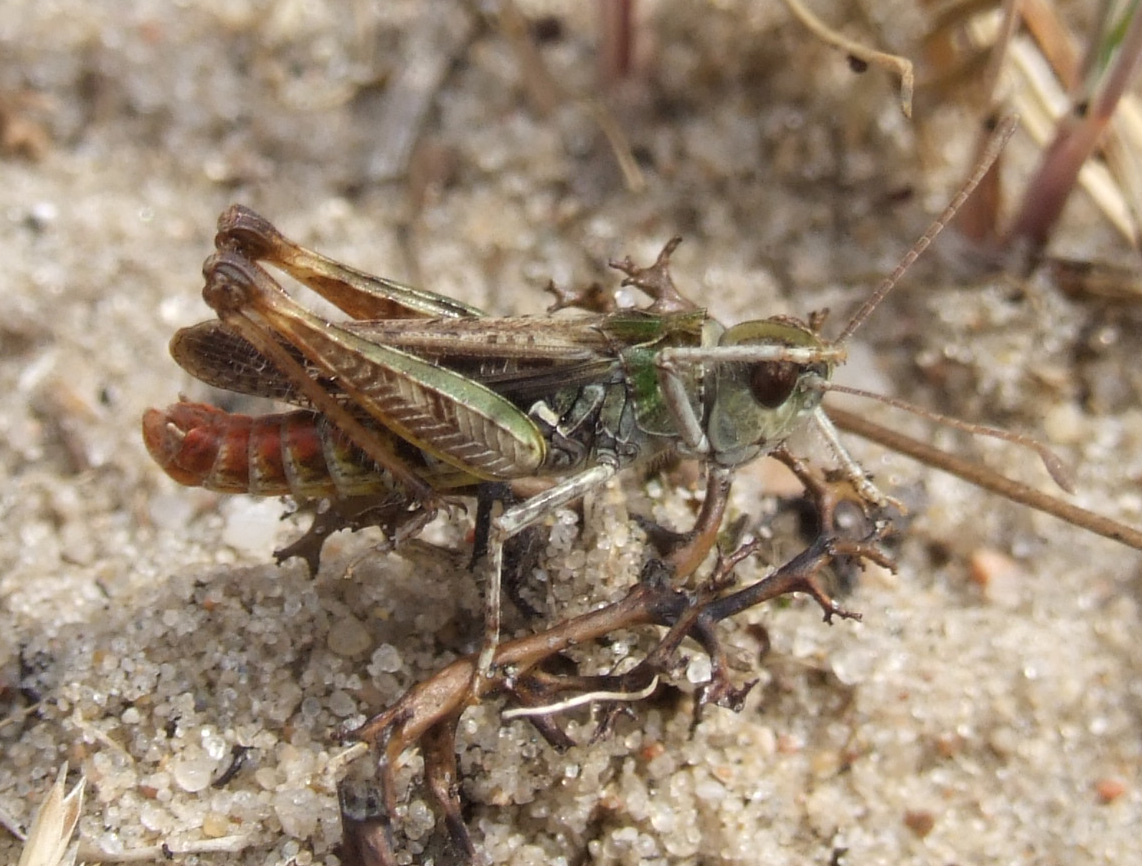
Mannetje
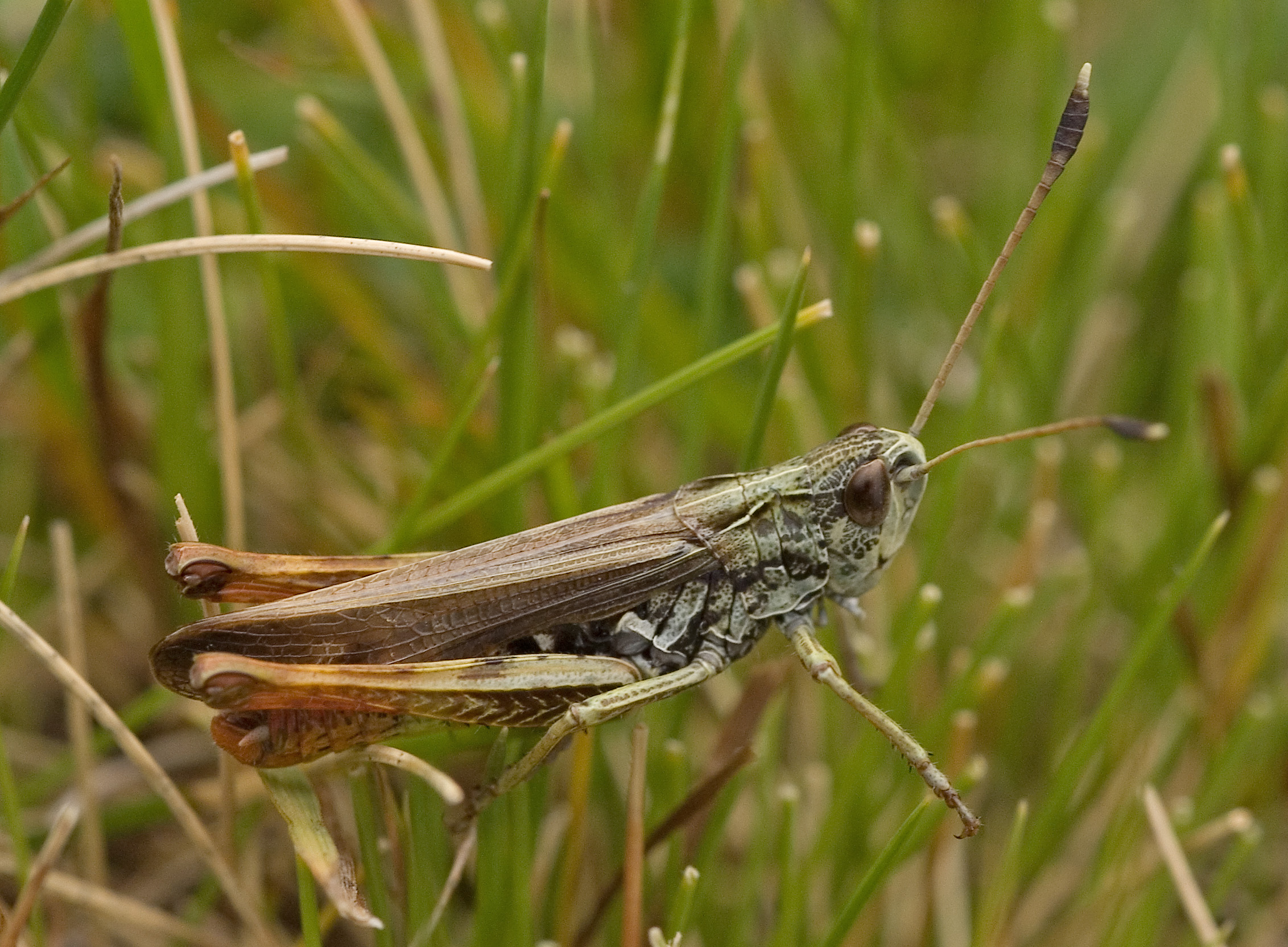
Mannetje rosse sprinkhaan; witte uiteinden antennes.